# Джени Уилсон
Джени Уилсон е шведска певица и текстописка, родена на 20 октомври 1975 в Истабю, провинция Блекинге, Швеция.

## Музикална кариера
През 1997 Уилсон дава начало на музикалната си кариера основавайки групата First Floor Power, с която записват два студийни албума „There Is Hope“ и Nerves. Членове на групата освен Уилсон са Карл-Юнас Винквист, Сара Уилсон и Пер Лагер. Следващата година излиза първото EP на групата, а едва три години по-късно през 2001 излиза и дебютният им албум „There Is Hope“. През 2003 е издаден и вторият студиен албум на First Floor Power, малко след чието излизане Уилсон напуска групата търсейки самостоятелна реализация.
Джени Уилсон подписва договор със звукозаписната компания Rabid Records, управлявана от Карин Дрейер Андершон, член на шведското електронно дуо The Knife. С това дуо Уилсон записва съвместната песен „You Take My Breath Away“, която, освен че е сингъл от албума „Deep Cuts“, също така има и два видеоклипа YouTubeYouTube.
След записите си с The Knife и смяната на лейбъла Уилсон композира музиката за пиесата „Nattjärilen“, поставена в Стокхолмския градски театър. Приключвайки работа по този проект певицата започва работа по самостоятелния си дебютен албум „Love and Youth“, който излиза на музикалния пазар през 2005 година в Швеция.
През 2006 албумът „Love and Youth“ печели златната награда за Най-добър поп албум на една от най-големите шведски радиостанции P3. Получава номинация за шведските музикални награди Грамис в категорията Най-добра поп певица на годината, както и номинация за наградите Манифест в категориите Поп песен на годината и Най-добро концертно изпълнение. В същата година албумът е издаден в цяла Европа и Австралия. В Автралия песента „Summertime - The Roughest Time“ добива известна популярност след като се завърта по няколко местни радиостанции. Освен че се занимава с промоцирането на албума си, Джени Уилсон участва и в концертното EP „The Rakamonie EP“ на сънародничката си Робин, издадено на 26 ноември 2006.

## Дискография
„Love and Youth“ (2005)
1. Crazy Summer – 3:18
2. „Summer Time – The Roughest Time“ – 3:32
3. „Let My Shoes Lead Me Forward“ – 4:27
4. „Those Winters“ – 3:33
5. „Bitter? No, I Just Love to Complain“ – 4:24
6. „Would I Play with My Band?“ – 4:07
7. „Love and Youth“ – 4:34
8. „A Hesitating Cloud of Despair“ – 3:07
9. „Love Ain't Just a Four Letter Word“ – 5:10
10. „Common Around Here“ – 4:09
11. „Hey, What's the Matter?“ – 4:58
12. „Balcony Smoker“ – 2:32